# Dipsadoboa duchesnii
Dipsadoboa duchesnii är en ormart som beskrevs av Boulenger 1901. Dipsadoboa duchesnii ingår i släktet Dipsadoboa och familjen snokar. Inga underarter finns listade i Catalogue of Life.
Arten förekommer i västra och centrala Afrika från Sierra Leone till Centralafrikanska republiken och Kongo-Kinshasa. Honor lägger ägg.